# Manuel Jacinto de Andrade
Manuel Jacinto de Andrade (Ponta Delgada, 13 de Fevereiro de 1938 — Ponta Delgada, 10 de Janeiro de 1999) foi um jornalista e investigador açoriano, director de vários periódicos e autor de uma importante obra de temática histórica e cultural. 

## Biografia
Depois de ter concluído o curso da Escola do Magistério Primário de Ponta Delgada, foi professor do ensino primário entre 1957 e 1964. 
Contudo o seu interesse era o jornalismo, actividade a que se dedicava desde os tempos em que frequentara o Liceu Nacional de Antero de Quental como colaborador assíduo de diversos diários e hebdomadários micaelenses. A partir de 1964 abandonou a docência e dedicou-se a tempo inteiro ao jornalismo, assumindo a chefia da redacção do Açores, ao tempo um jornal diário.
Naquele diário publicou artigos sobre temas históricos, religiosos e etnográficos, destacando-se como investigador desses temas e como jornalista preocupado com os aspectos sócio-culturais da actualidade que ia perpassando pelo periódico. Em 1979 passou a chefiar a redacção do Açoriano Oriental, que então passou a diário. Paralelamente ministrou cursos de jornalismo no ensino secundário e em diversas instituições culturais.
Seu falecimento foi objeto de um voto de pesar da Assembleia Legislativa da Região Autónoma dos Açores.

## Controvérsia
Manuel Jacinto de Andrade envolveu-se numa controvérsia na década de 1980, quando, ao publicar uma série de artigos comemorativa dos Descobrimentos Portugueses no Açoriano Oriental, plagiou textos da autoria de Francisco Carreiro da Costa, anteriormente publicados no seu livro Esboço Histórico dos Açores (1981), que resultara das lições que proferira no Instituto Universitário dos Açores.

## Principais obras
- 1994 — Jornais Centenários dos Açores. Ponta Delgada, Subsecretaria Regional da Comunicação Social.
- 1995 — Autonomia: Vultos e Factos, 1.ª parte: Pasta Pedagógica. Ponta Delgada, Direcção Regional da Educação e Cultura.
- 1996 — Políticos Açorianos (Nótulas Biográficas). Ponta Delgada, Edição Jornal de Cultura.